# Amon von Gregurich
Amon Ritter von Gregurich (névváltozat: (lovag) Gregurich Ámon) (Bécs, Hietzing, 1867. május 26. – Munkács, 1915. június 18.) magyar olimpikon kardvívó.

## Katonai életpálya
Tiszti vizsgáját követően a nyíregyházi Hadik huszárezredben teljesített szolgálatot. 1900–1905 között a bécsi katonai lovaglótanári intézet tanára. Eisenbachban a császári és királyi 4. huszárezred századparancsnoka. Később Brassóban osztályparancsnok. A Karłowicei császári és királyi 8. huszárezred beosztott tisztjeként, az első világháborúban ezredét Munkácsra irányították, ahol alezredesként vesztette életét.

## Sportpályafutása
A Bécsben letelepedett Luigi Barbasetti olasz vívómester tanítványa volt.
- 1895–1897 között Bécsújhelyen vívó- és tornatanár képesítést szerzett.
- 1895-ben a Magyar AC (MAC) mesterek sportversenyén megnyerte a kardversenyt, tőrben 2. helyen végzett.
- Az 1896-os Milleniumi mesterek kardversenyén 3. lett.

### Olimpiai játékok
Franciaországban, Párizsban az 1900. évi nyári olimpiai játékokon vívó sportágában, a kardvívásban a 4. helyet szerezte meg.